# Csillag Boris
A Csillag Boris című magyar népdalt Bartók Béla gyűjtötte a Békés vármegyei Vésztőn 1909-ben.
Feldolgozás:
| Szerző       | Mire        | Mű                     |
| ------------ | ----------- | ---------------------- |
| Petres Csaba | két furulya | Tarka madár, 18. kotta |

## Kotta és dallam
| Csillag Boris, tudom a nevedet, érted vagyok halálos beteged. | Vesd rám, rózsám, fekete szemedet, úgy tudják meg, hogy szeretsz engemet. | Változat: 1) |

## Felvételek
- Csillag Boris. YouTube (2015. május 25.)  (Hozzáférés: 2016. augusztus 27.) (videó)
- Óvis dalok - Csillag Boris. Leővey Klára gimnázium Kodály kórusa, vezényel Andor Ilona  YouTube (2012. augusztus 30.)  (Hozzáférés: 2016. augusztus 27.) (audió) 0:20-ig.